# Palais royal (Belgrade)
Pour les articles homonymes, voir Palais royal.
Le palais royal de Belgrade (en serbe cyrillique : Краљевски двор ; en serbe latin : Kraljevski dvor) constitue avec le palais Blanc (Beli Dvor) et d'autres bâtiments annexes le complexe royal de Belgrade, la capitale de la Serbie. Le palais royal est actuellement la résidence de la famille royale de l'ancien royaume de Yougoslavie.
Le palais a été construit à l'instigation du roi Alexandre Ier de Yougoslavie entre 1924 et 1929 et il est devenu sa résidence officielle et celle de son fils le roi Pierre II de Yougoslavie. Actuellement, il est habité par l'héritier du trône de Serbie, le prince Aleksandar Karađorđević.

## Histoire

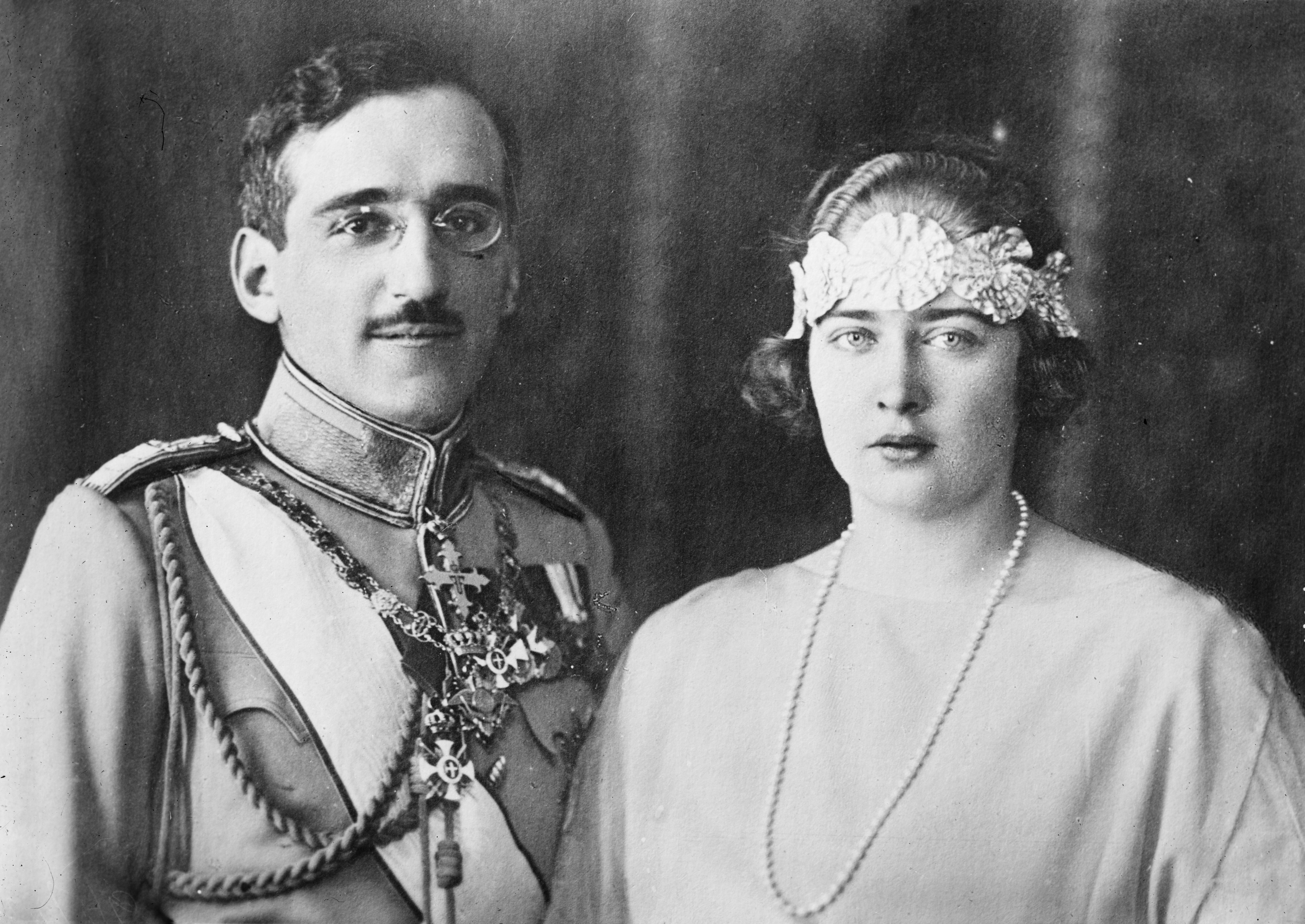
Le roi Alexandre Ier et sa femme, la reine Marie

Les souverains de la dynastie des Obrenović avaient fait construire un palais au centre de Belgrade, connu sous le nom de Stari dvor, le « vieux palais ». Après la révolte contre Alexandre Ier Obrenović dans laquelle le roi fut tué, Pierre Ier Karađorđević monta sur le trône et choisit d'habiter dans le palais de son prédécesseur.

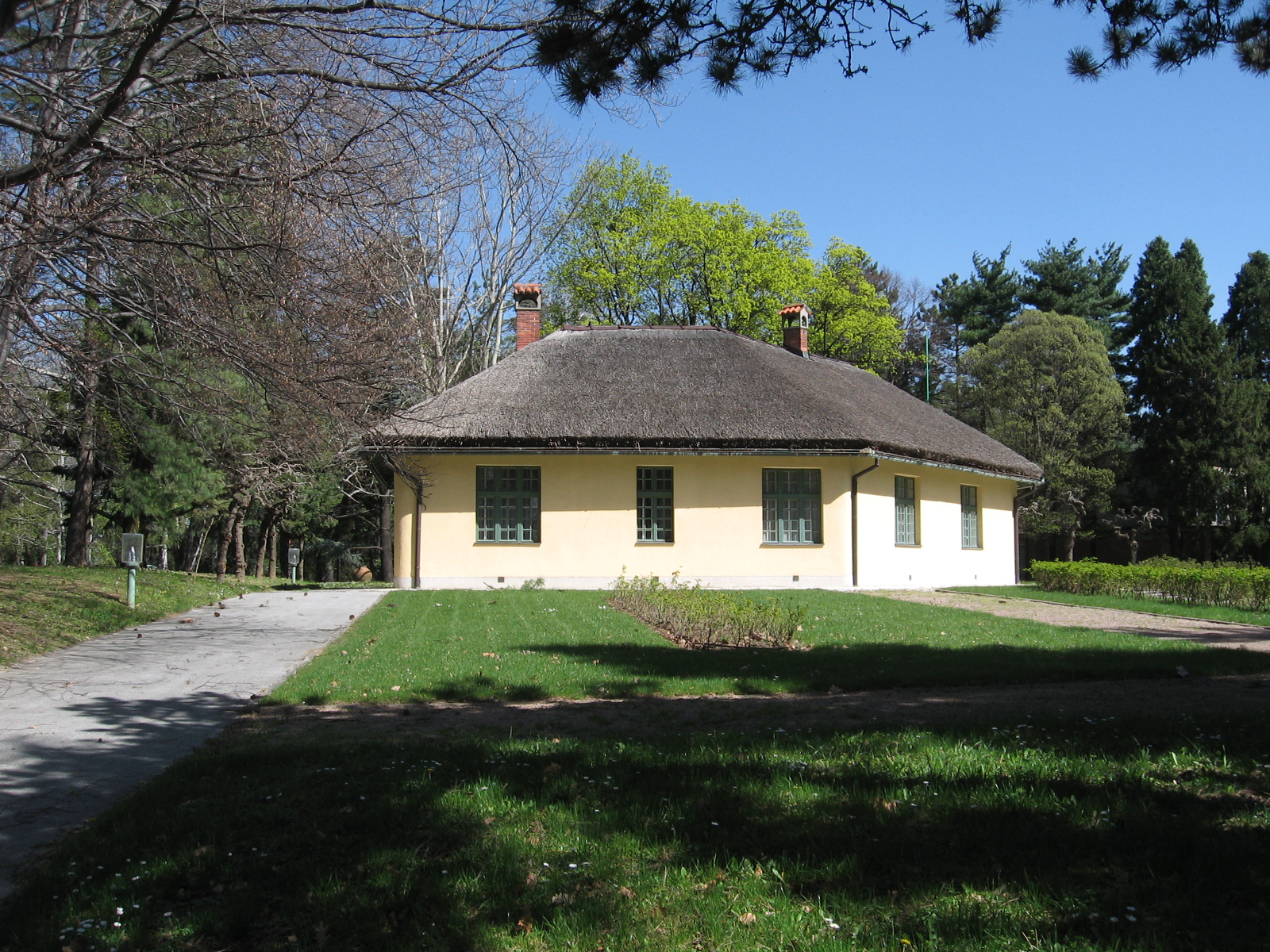
La maison de chaume

Son fils Alexandre Ier Karađorđević, devenu roi des Serbes, Croates et Slovènes en 1921 puis roi de Yougoslavie en 1929, décida de construire un complexe royal à l'écart du centre de la ville pour mieux affirmer sa différence avec l'ancienne dynastie. Son choix se porta sur l'actuel quartier de Dedinje.
Le projet prit forme et, sur la décision du roi, on commença par la construction du palais royal. Le souverain surveilla lui-même les travaux et, en attendant la construction du palais, il décida d'habiter dans une maison de style rural qui est connue aujourd'hui sous le nom de Slamnata kuća (« la maison de chaume »).

## Architecture

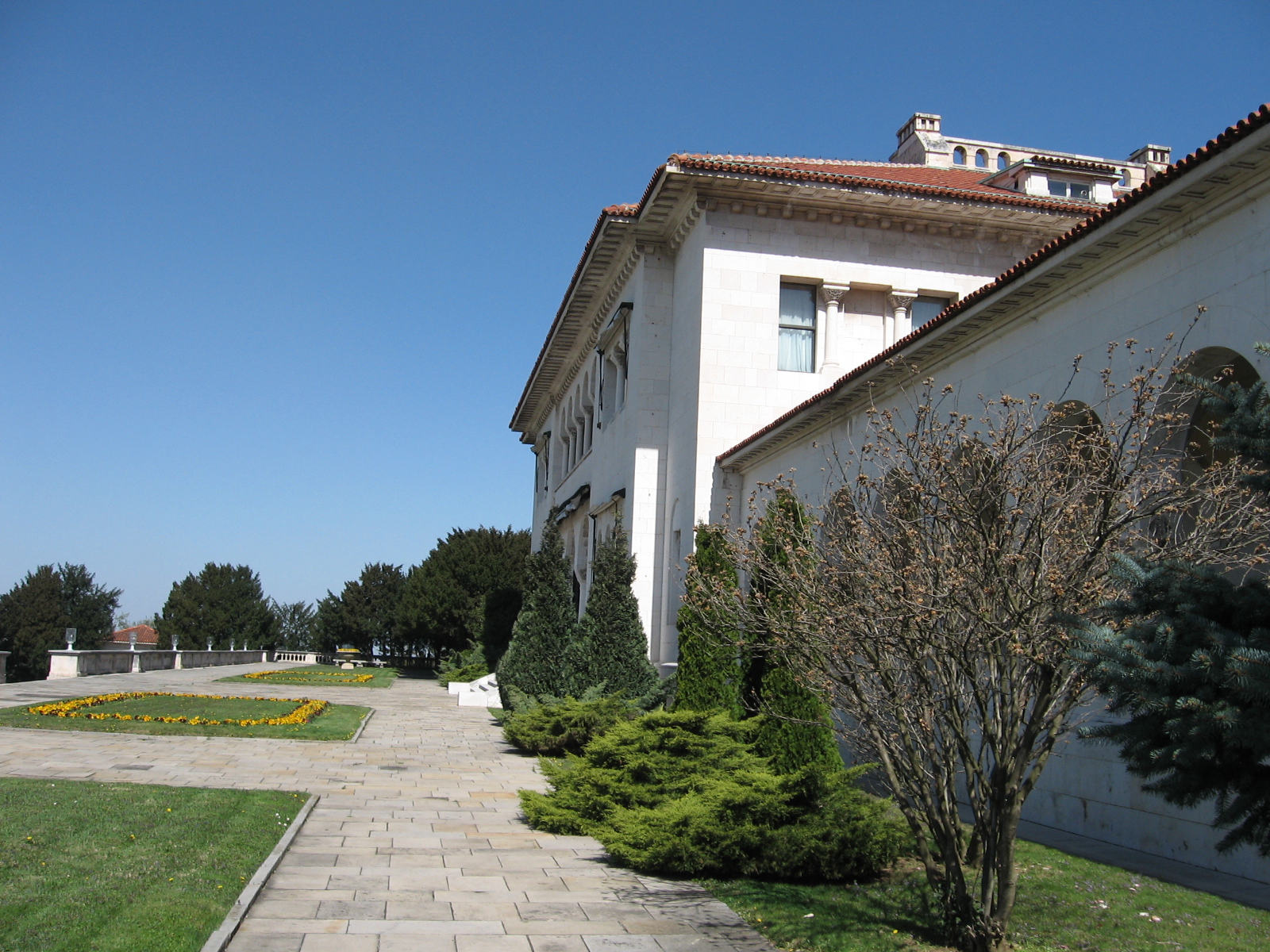
La façade

Le roi Alexandre a fait construire son palais dans un style se référant à l'architecture serbe traditionnelle, avec des références à l'architecture byzantine. Le projet fut confié à l'architecte Živojin Nikolić, membre de l'Académie serbe des sciences et des arts, avec la collaboration de Nikolaj Krasnov et Viktor Lukomskij.
L'extérieur est recouvert de marbre blanc provenant de l'île croate de Brač; les  colonnes de l'atrium sont constituées de la même matière. À l'extérieur, le bâtiment est rectiligne avec un rythme donné par les nombreuses fenêtres qui parcourent la façade, tantôt surmontées d'arcades, tantôt ornées d'entablements. Les décorations des chapiteaux insère des motifs floraux et animaliers. La façade principale est précédée d'un portique d'une seule travée.

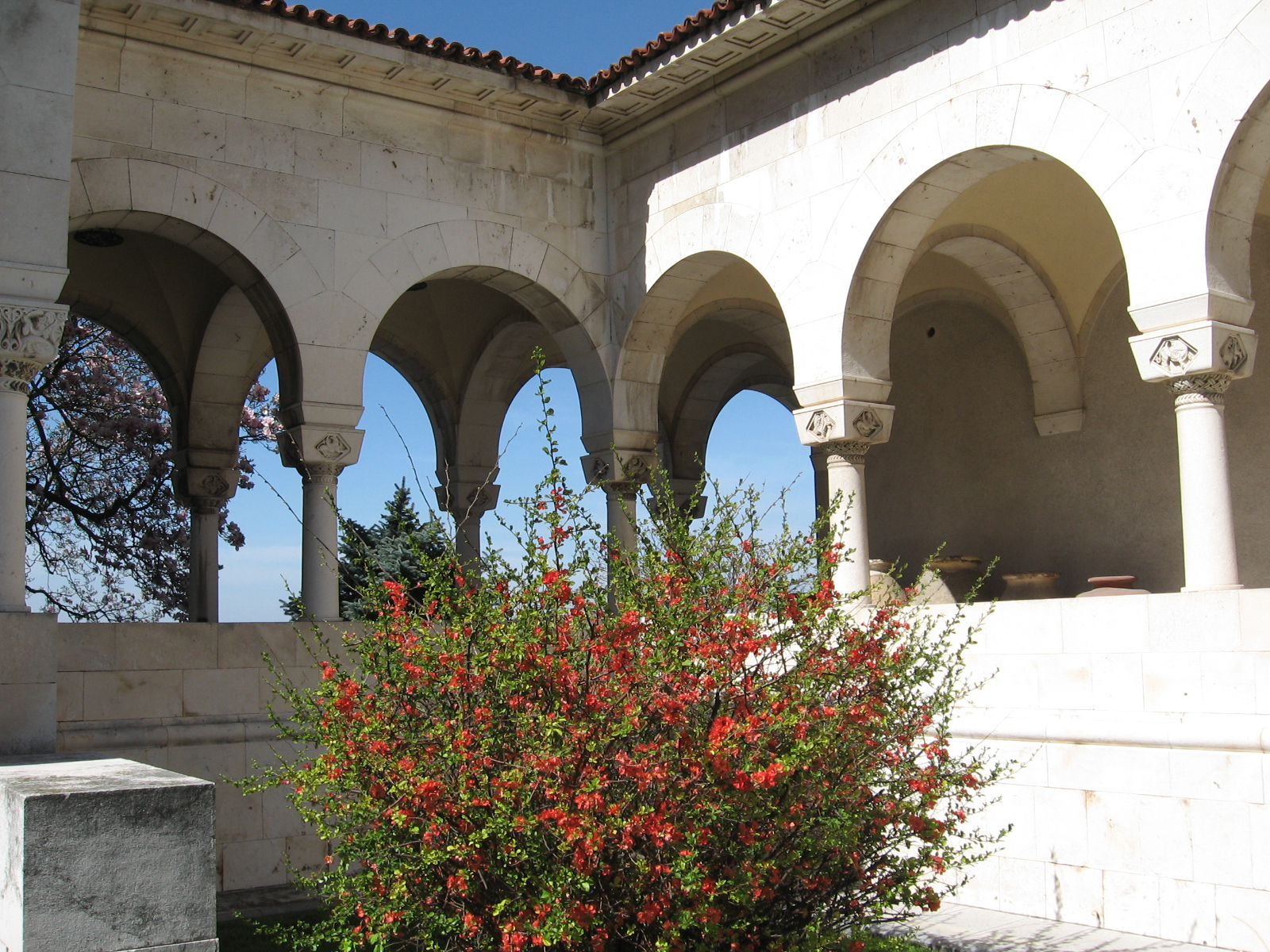
Le portique, côté sud

### La chapelle

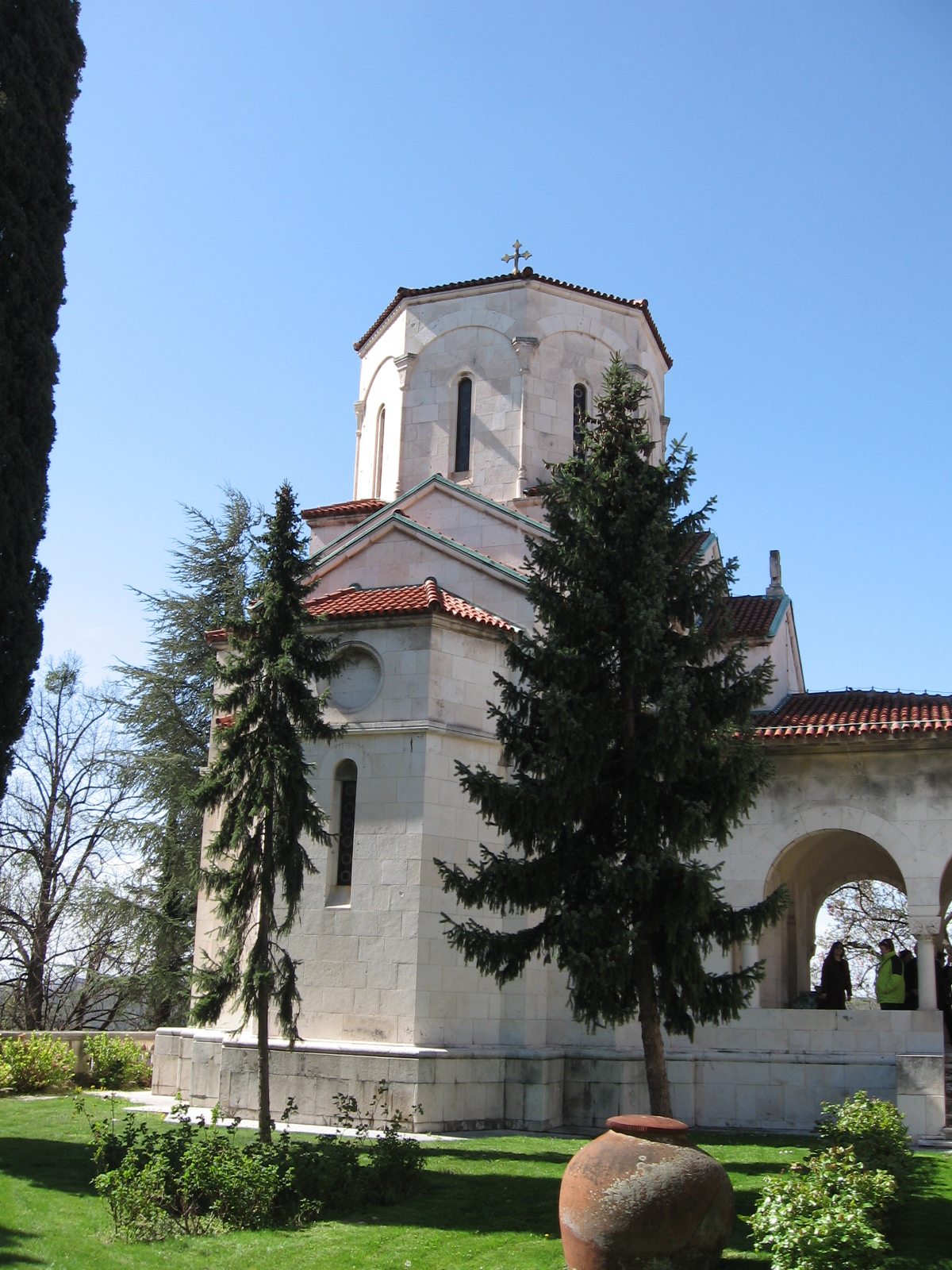
La chapelle

Au sud du palais royal se trouve un portique qui se prolonge à l'ouest et à l'est jusqu'à la chapelle Saint-André, le patron de la famille des Karađorđević.
La chapelle a été conçue pour rappeler le style des anciennes églises de Serbie ; dans son architecture, elle est inspirée de la petite église de Stefan Milutin dans le monastère de Studenica et rappelle aussi les petites églises dédicacées à saint André le long de la rivière Treska, dans la République de Macédoine.

## Œuvres d'art

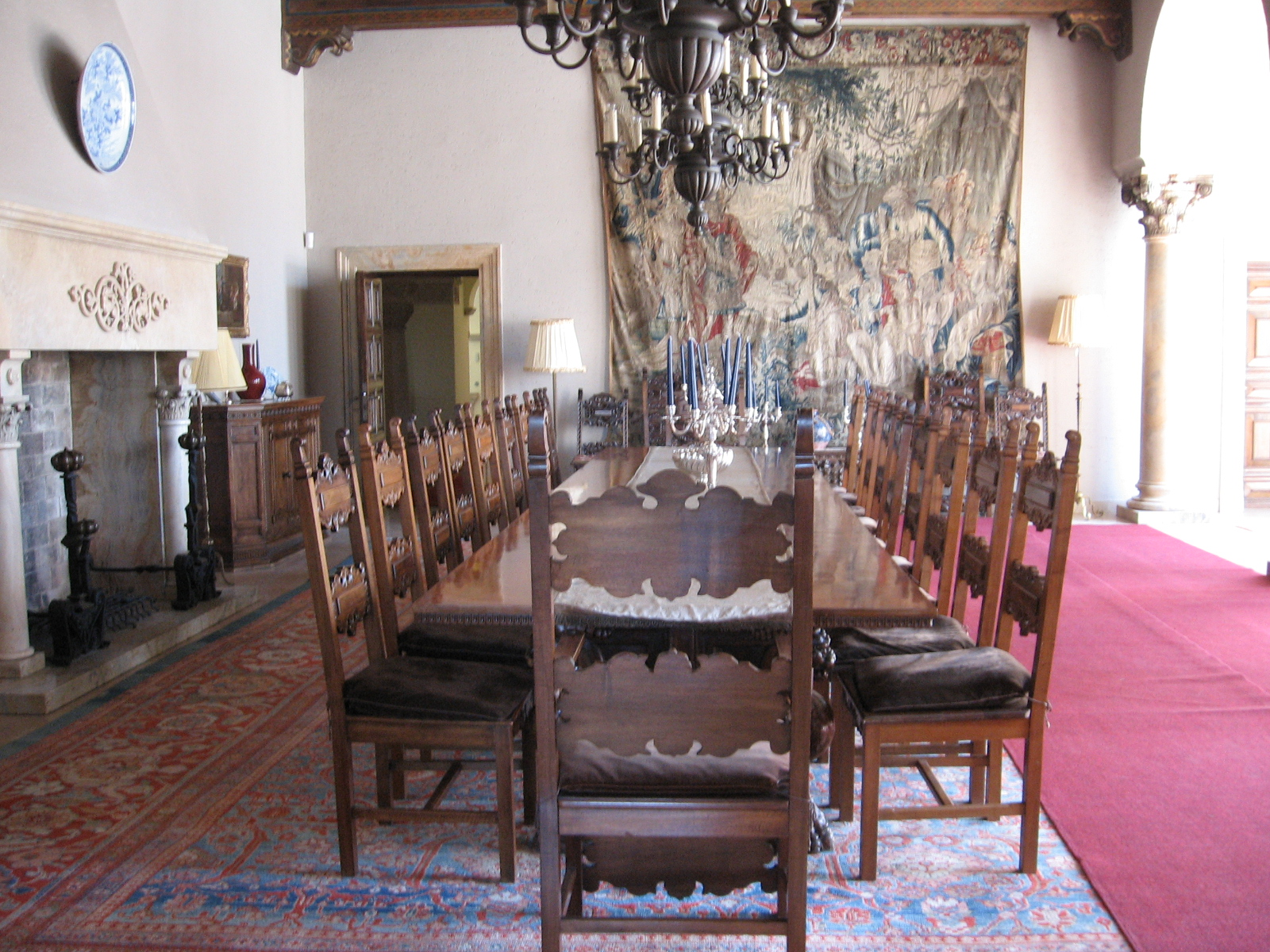
La salle à manger

Le palais royal s'élève sur trois niveaux surmontés d'une mansarde. Au rez-de-chaussée, il s'ouvre sur un grand hall surmonté d'une voûte soutenues par des colonnes torses ; le rez-de-chaussée est couvert d'un pavement de pierres et est décoré de quatre représentations copiant des fresques des monastères de Dečani et de Sopoćani. Dans la salle dorée, est exposée la Sacra Famiglia de Palma le Vieux ; cette salle est décorée dans un style baroque et abrite également la Bibliothèque royale.

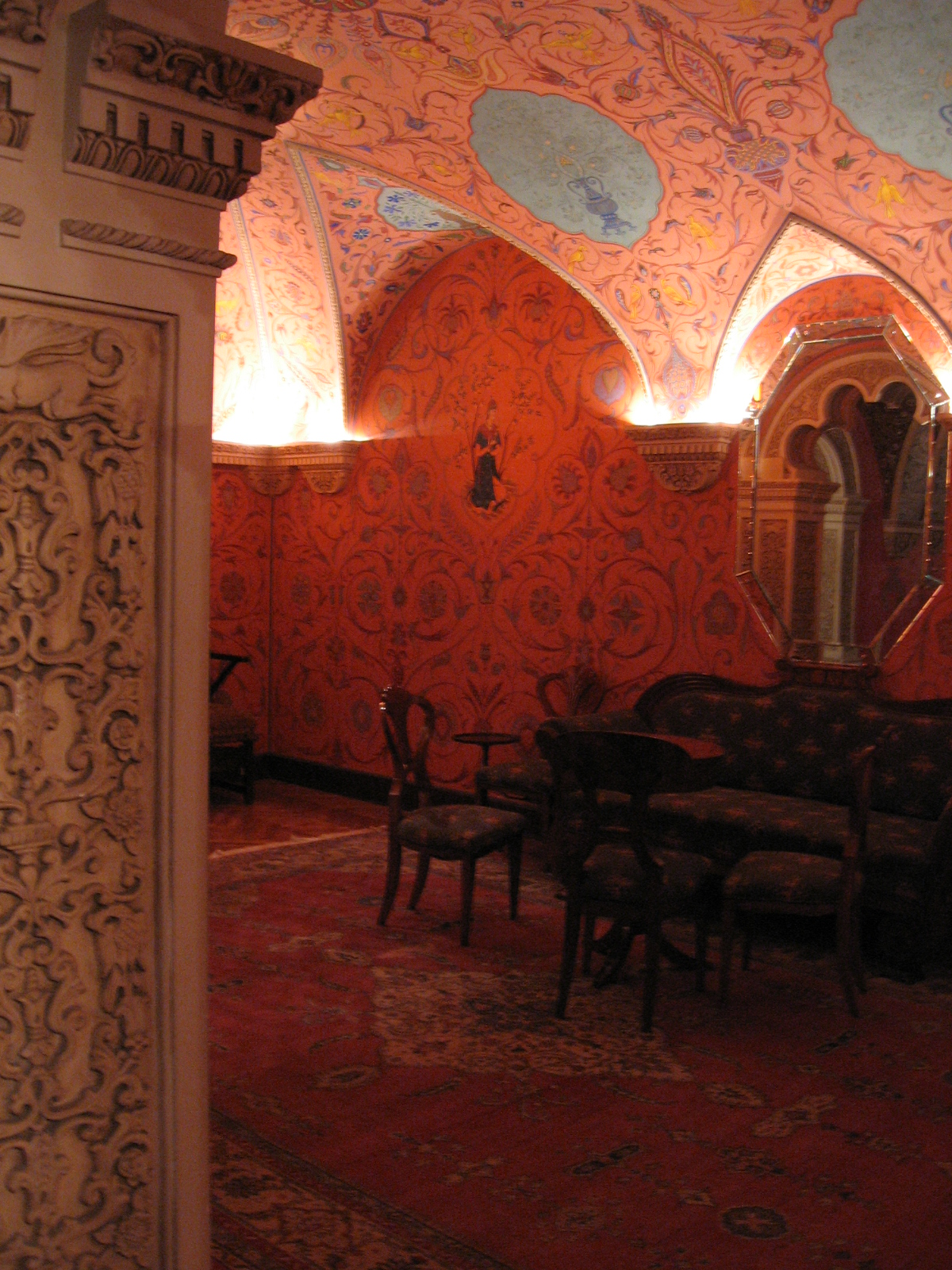
Décoration des sous-sol

Dans la salle du premier étage sont exposées de nombreuses peintures, de peintres serbes et de peintres internationaux, comme La Parabole du fils prodigue de Giuseppe Maria Crespi, Vénus et Adonis de Nicolas Poussin, un portrait de la jeune princesse Maria Alexandrovna par Franz Xaver Winterhalter, l'Esclave blanche de Vlaho Bukovac et Les Oiseaux de Melchior d'Hondecoeter.
Le premier étage est occupé par les appartements privés de la famille royale et présente une décoration éclectique, avec des meubles de style Empire, Louis XVI et Napoléon III.
Alexandre Iera fait installer plusieurs pièces dans le sous-sol du palais, destinées au repos et au divertissement de la famille royale. Dans le théâtre fut installé le premier cinéma privé de Yougoslavie ; le sous-sol abrite aussi un fumoir qui était l'unique pièce du palais où l'étiquette permettait de fumer ; on y trouve aussi une salle de billard et la salle de la fontaine. Toutes les pièces disposent de plafonds en bois et d'une décoration réalisée par des artistes russes reprenant celle du palais des Térems dans le Kremlin de Moscou. Les motifs ornementaux reprennent le thème mythologique de l'oiseau homa et de scènes des légendes persanes et de Shéhérazade, ainsi que des représentations de la geste de l'empereur serbe Stefan Dušan.